# Patricia Piccinini

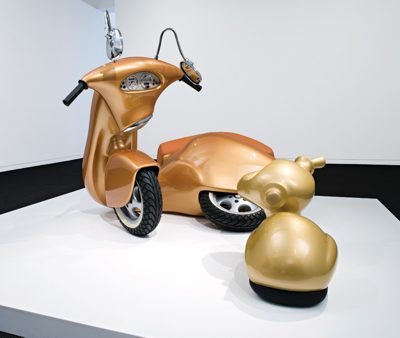
„Nest“ (2006), Piccinini-Skulptur aus dem Bereich 'Technik wird natürlich'

Hyperrealistische Skulptur "Graham" der Künstlerin Patricia Piccinini

Patricia Piccinini (* 1965 in Freetown, Sierra Leone) ist eine australische Künstlerin, die mit Hilfe von Tier-Plastiken versucht, ethische Fragen aufzuwerfen.

## Biografie
Mit sieben Jahren kam Piccinini nach Australien und lebt in Melbourne.
In den Jahren 1985–88 erwarb sie den Bachelor of Arts in Wirtschaftsgeschichte an der Australian National University, in den Jahren 1989–91 den Bachelor of Arts (Malerei) am Victorian College of the Arts, wo sie danach auch zeitweise unterrichtete.

## Werke
Für ihre Skulpturen verwendet sie Silikon, Plastik und auch digitale Fotografie. Sie erschafft künstliche Tiere und futuristische Wesen, mit denen sie auf die Verschmelzung von Wissenschaft, Natur und Technik im Informationszeitalter hinweisen will.

## Ausstellungen
Piccinini nimmt an zahlreichen Ausstellungen in der ganzen Welt teil, unter anderem 2003 an der Biennale di Venezia in Venedig. Ihre 150 Zentimeter breite Plastik Idylle mit netten Monstern wurde dort zum Publikumsfavoriten.
- 2021: Embracing the Future in der Kunsthalle Krems[1]
- 2024: Patricia Piccinini. Fremde Berührung., Kunstverein „Talstrasse“, Halle an der Saale